# Atletismo nos Jogos Olímpicos de Verão de 2024 - Lançamento de dardo masculino
A prova do lançamento de dardo masculino do atletismo nos Jogos Olímpicos de Verão de 2024 ocorreu em 6 e 8 de agosto de 2024 no Stade de France, em Paris. Um total de 32 atletas de 23 Comitês Olímpicos Nacionais (CON) participaram do evento.

## Qualificação
Cada Comitê Olímpico Nacional (CON) poderia inscrever no máximo três atletas qualificados em cada evento individual. Para o lançamento de dardo masculino, o período de qualificação foi entre 1 de julho de 2023 a 30 de junho de 2024.

## Formato
O lançamento de dardo consiste de duas fases (classificação e final). Na classificação houve dois grupos distintos de lançadores, com cada um tendo direito a três lançamentos para aferir uma marca.
A distância padrão na fase eliminatória foi de 84 metros, sendo que todos que ultrapassaram essa marca avançaram para a final. Um mínimo de 12 atletas precisaria avançar para a final; se menos de 12 fizessem a marca de qualificação, seriam classificados os atletas subsequentes (incluindo os empatados após o uso das regras de desempate).
Na final, cada lançador teve direito a três lançamentos iniciais; os oito primeiros lançadores ao final da terceira rodada receberam três lançamentos adicionais para um total de seis, com o melhor a contar para o resultado final.

## Calendário
Horário local (UTC+2)
| Data                | Horário | Fase          |
| ------------------- | ------- | ------------- |
| 6 de agosto de 2024 | 10:20   | Classificação |
| 8 de agosto de 2024 | 20:25   | Final         |

## Medalhistas
| Ouro   | PAK Arshad Nadeem   |
| Prata  | IND Neeraj Chopra   |
| Bronze | GRN Anderson Peters |

## Recordes
Antes desta competição, os recordes mundiais e olímpicos da prova eram os seguintes:
| Tipo | Atleta              | Marca   | Local  | Data                 |
| ---- | ------------------- | ------- | ------ | -------------------- |
|      | Jan Železný         | 98,48 m | Jena   | 25 de maio de 1996   |
|      | Andreas Thorkildsen | 90,57 m | Pequim | 23 de agosto de 2008 |

## Resultados

### Classificação
Todos os atletas que alcançarem a marca de classificação de 84,00 m (Q) ou pelo menos os 12 melhores atletas (q) avançam à final.
| Pos. | Grupo | Atleta                   | CON                   | #1    | #2    | #3    | Marca | Notas                |
| ---- | ----- | ------------------------ | --------------------- | ----- | ----- | ----- | ----- | -------------------- |
| 1    | B     | Neeraj Chopra            | IND Índia             | 89.34 | —     | —     | 89.34 | Q,                   |
| 2    | B     | Anderson Peters          | GRN Granada           | 88.63 | —     | —     | 88.63 | Q,                   |
| 3    | A     | Julian Weber             | GER Alemanha          | 87.76 | —     | —     | 87.76 | Q                    |
| 4    | B     | Arshad Nadeem            | PAK Paquistão         | 86.59 | —     | —     | 86.59 | Q,                   |
| 5    | A     | Julius Yego              | KEN Quênia            | 78.84 | 80.76 | 85.97 | 85.97 | Q,                   |
| 6    | B     | Luiz Maurício da Silva   | BRA Brasil            | 81.62 | 83.21 | 85.91 | 85.91 | Q,                   |
| 7    | A     | Jakub Vadlejch           | CZE Chéquia           | 85.63 | —     | —     | 85.63 | Q                    |
| 8    | A     | Toni Keränen             | FIN Finlândia         | 79.04 | x     | 85.27 | 85.27 | Q,                   |
| 9    | B     | Andrian Mardare          | MDA Moldávia          | x     | 76.76 | 84.13 | 84.13 | Q,                   |
| 10   | A     | Oliver Helander          | FIN Finlândia         | 83.81 | —     | —     | 83.81 | q                    |
| 11   | A     | Keshorn Walcott          | TTO Trinidad e Tobago | 74.89 | 83.02 | 82.57 | 83.02 | q                    |
| 12   | B     | Lassi Etelätalo          | FIN Finlândia         | 82.91 | x     | 78.42 | 82.91 | q                    |
| 13   | A     | Genki Dean               | JPN Japão             | 82.48 | x     | 77.40 | 82.48 | Recorde da temporada |
| 14   | B     | Marcin Krukowski         | POL Polônia           | 81.37 | x     | 82.34 | 82.34 |                      |
| 15   | B     | Artur Felfner            | UKR Ucrânia           | x     | 81.84 | 74.54 | 81.84 |                      |
| 16   | B     | Cameron McEntyre         | AUS Austrália         | 76.33 | x     | 81.18 | 81.18 |                      |
| 17   | A     | Alexandru Novac          | ROU Romênia           | x     | 77.35 | 81.08 | 81.08 |                      |
| 18   | A     | Kishore Jena             | IND Índia             | 80.73 | x     | 80.21 | 80.73 |                      |
| 19   | A     | Pedro Henrique Rodrigues | BRA Brasil            | 76.23 | 79.46 | 75.69 | 79.46 |                      |
| 20   | B     | Timothy Herman           | BEL Bélgica           | 79.42 | 78.82 | x     | 79.42 |                      |
| 21   | B     | Edis Matusevičius        | LTU Lituânia          | x     | x     | 79.40 | 79.40 |                      |
| 22   | B     | Max Dehning              | GER Alemanha          | 74.58 | 75.10 | 79.24 | 79.24 |                      |
| 23   | B     | Cyprian Mrzygłód         | POL Polônia           | 78.50 | x     | 77.16 | 78.50 |                      |
| 24   | B     | Nnamdi Chinecherem       | NGR Nigéria           | 77.53 | x     | 76.45 | 77.53 |                      |
| 25   | A     | Patriks Gailums          | LAT Letônia           | x     | 77.26 | x     | 77.26 |                      |
| 26   | A     | Dawid Wegner             | POL Polônia           | x     | 75.53 | 76.89 | 76.89 |                      |
| 27   | A     | Curtis Thompson          | USA Estados Unidos    | 76.79 | x     | 74.24 | 76.79 |                      |
| 28   | A     | Leandro Ramos            | POR Portugal          | 75.73 | x     | x     | 75.73 |                      |
| 29   | B     | Moustafa Mahmoud         | EGY Egito             | 74.87 | x     | x     | 74.87 |                      |
| 30   | A     | Ihab Abdelrahman         | EGY Egito             | 72.98 | x     | x     | 72.98 |                      |
|      | B     | Gatis Čakšs              | LAT Letônia           | x     | x     | x     | NM    |                      |
|      | A     | Teuraiterai Tupaia       | FRA França            | x     | x     | x     | NM    |                      |

### Final
Os atletas que alcançarem as melhores marcas após seis tentativas conquistam as medalhas.
| Pos.              | Atleta                 | CON                   | #1    | #2    | #3    | #4          | #5          | #6          | Marca | Notas                |
| ----------------- | ---------------------- | --------------------- | ----- | ----- | ----- | ----------- | ----------- | ----------- | ----- | -------------------- |
| Medalha de ouro   | Arshad Nadeem          | PAK Paquistão         | x     | 92.97 | 88.72 | 79.40       | 84.87       | 91.79       | 92.97 | ,                    |
| Medalha de prata  | Neeraj Chopra          | IND Índia             | x     | 89.45 | x     | x           | x           | x           | 89.45 | Recorde da temporada |
| Medalha de bronze | Anderson Peters        | GRN Granada           | 84.70 | 87.87 | x     | 88.54       | 87.38       | 81.83       | 88.54 |                      |
| 4                 | Jakub Vadlejch         | CZE Chéquia           | 80.15 | 84.52 | 88.50 | x           | 84.98       | 83.27       | 88.50 |                      |
| 5                 | Julius Yego            | KEN Quênia            | 80.29 | 87.72 | x     | 84.90       | 83.20       | 81.58       | 87.72 | Recorde da temporada |
| 6                 | Julian Weber           | GER Alemanha          | x     | 87.33 | x     | 86.85       | 87.40       | 84.09       | 87.40 |                      |
| 7                 | Keshorn Walcott        | TTO Trinidad e Tobago | 86.16 | x     | 82.89 | 78.96       | 76.86       | –           | 86.16 | Recorde da temporada |
| 8                 | Lassi Etelätalo        | FIN Finlândia         | 78.81 | 77.60 | 84.58 | 82.02       | x           | 81.69       | 84.58 |                      |
| 9                 | Oliver Helander        | FIN Finlândia         | 81.24 | 82.68 | x     | Não avançou | Não avançou | Não avançou | 82.68 |                      |
| 10                | Toni Keränen           | FIN Finlândia         | 80.92 | 75.33 | 78.90 | Não avançou | Não avançou | Não avançou | 80.92 |                      |
| 11                | Luiz Maurício da Silva | BRA Brasil            | 80.67 | 78.67 | x     | Não avançou | Não avançou | Não avançou | 80.67 |                      |
| 12                | Andrian Mardare        | MDA Moldávia          | 79.14 | 80.10 | 77.77 | Não avançou | Não avançou | Não avançou | 80.10 |                      |

Legenda
| Recorde mundial      | Recorde mundial (World record)               |                       | Recorde africano                      | Recorde africano (African) |                                           | Q | Classificado por posição (Qualified) |
| Recorde olímpico     | Recorde olímpico (Olympic record)            | Recorde da América    | Recorde da América (Americas)         | q                          | Classificado por melhor tempo (Qualified) |   |                                      |
| Melhor marca do ano  | Melhor marca do ano (World leading)          | Recorde asiático      | Recorde asiático (Asian)              | DNS                        | Não largou (Did not start)                |   |                                      |
| Recorde nacional     | Recorde nacional (National record)           | Recorde europeu       | Recorde europeu (European)            | DNF                        | Não terminou (Did not finish)             |   |                                      |
| Recorde pessoal      | Recorde pessoal do atleta (Personal best)    | Recorde da Oceania    | Recorde da Oceania (Oceania)          | DSQ / DQ                   | Desclassificado (Disqualified)            |   |                                      |
| Recorde da temporada | Recorde da temporada do atleta (Season best) | Recorde sul-americano | Recorde sul-americano (South America) | NM                         | Sem marca (No mark)                       |   |                                      |